# Feld-Rose
Die Feld-Rose (Rosa arvensis), auch Acker-Rose, Ranken-Rose, Wald-Rose, Große Hunds-Rose, Hundsdorn oder Kriechende Rose genannt, ist eine Pflanzenart aus der Gattung Rosen (Rosa) innerhalb der Familie der Rosengewächse (Rosaceae). Sie darf nicht mit Rosa agrestis verwechselt werden, die auch als Feld-Rose oder Acker-Rose bezeichnet wird.

## Beschreibung

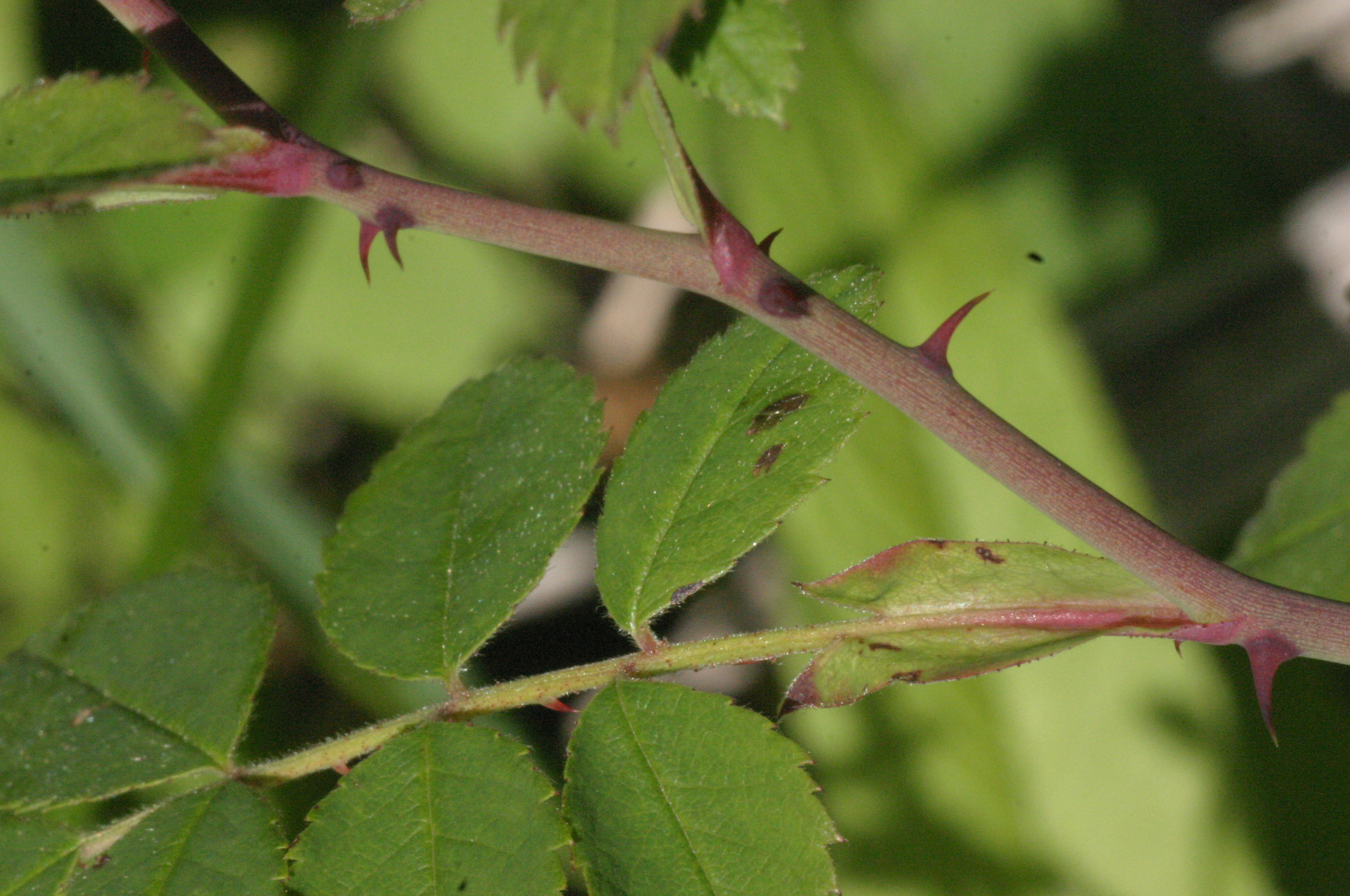
Zweig mit Stacheln und gefiedertes Laubblatt mit Nebenblättern

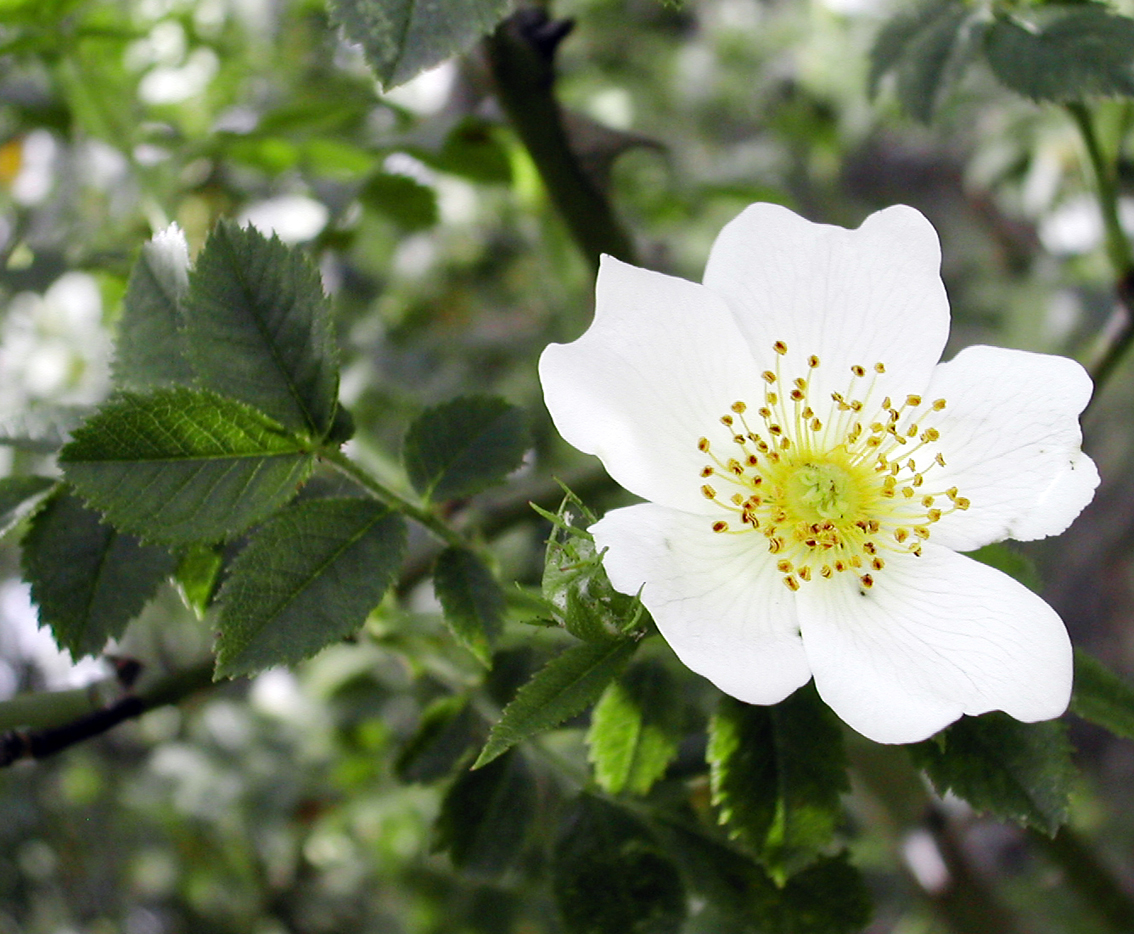
Radiärsymmetrische Blüte mit fünf weißen Kronblättern und vielen Staubblättern

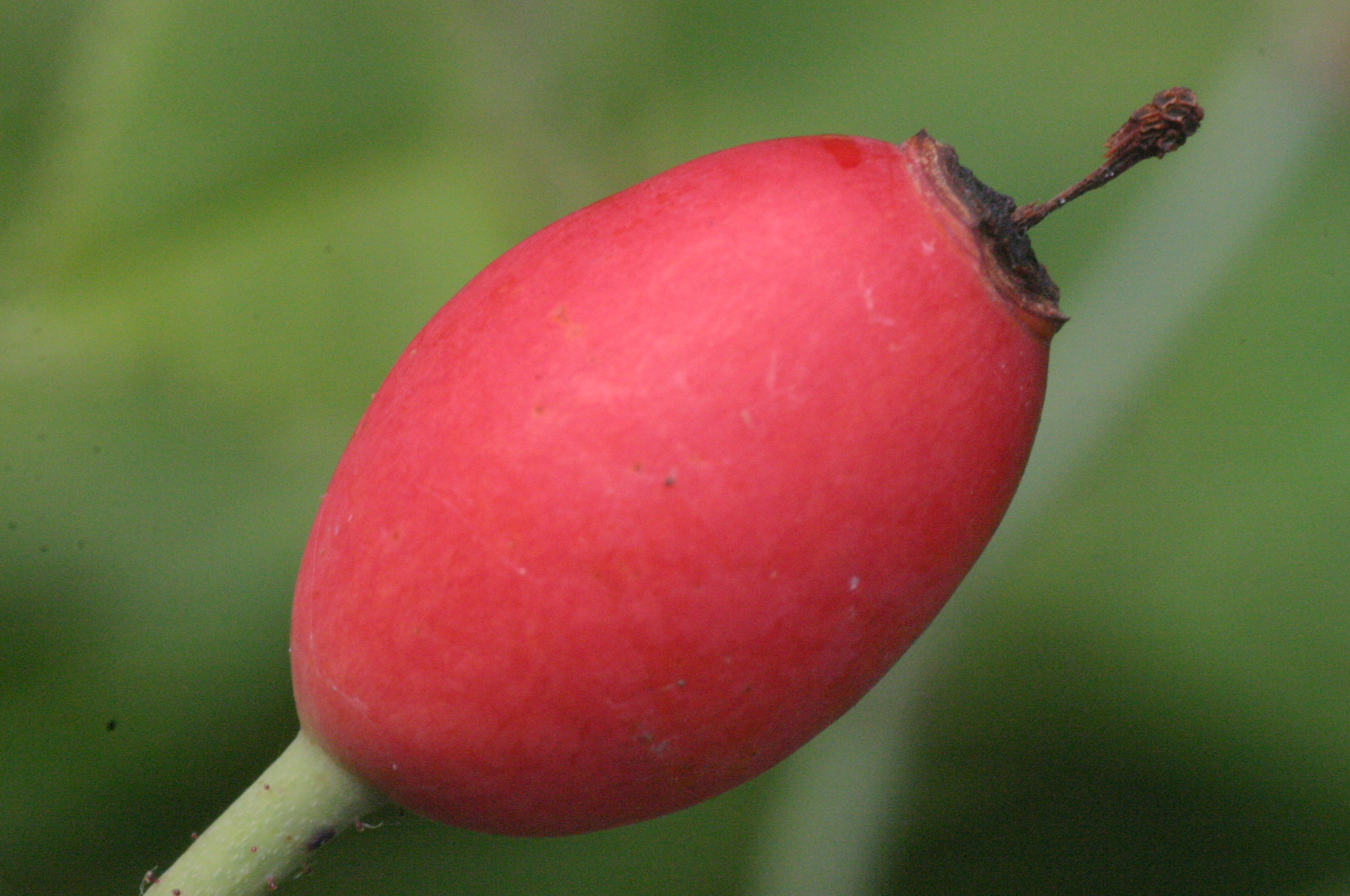
Hagebutte

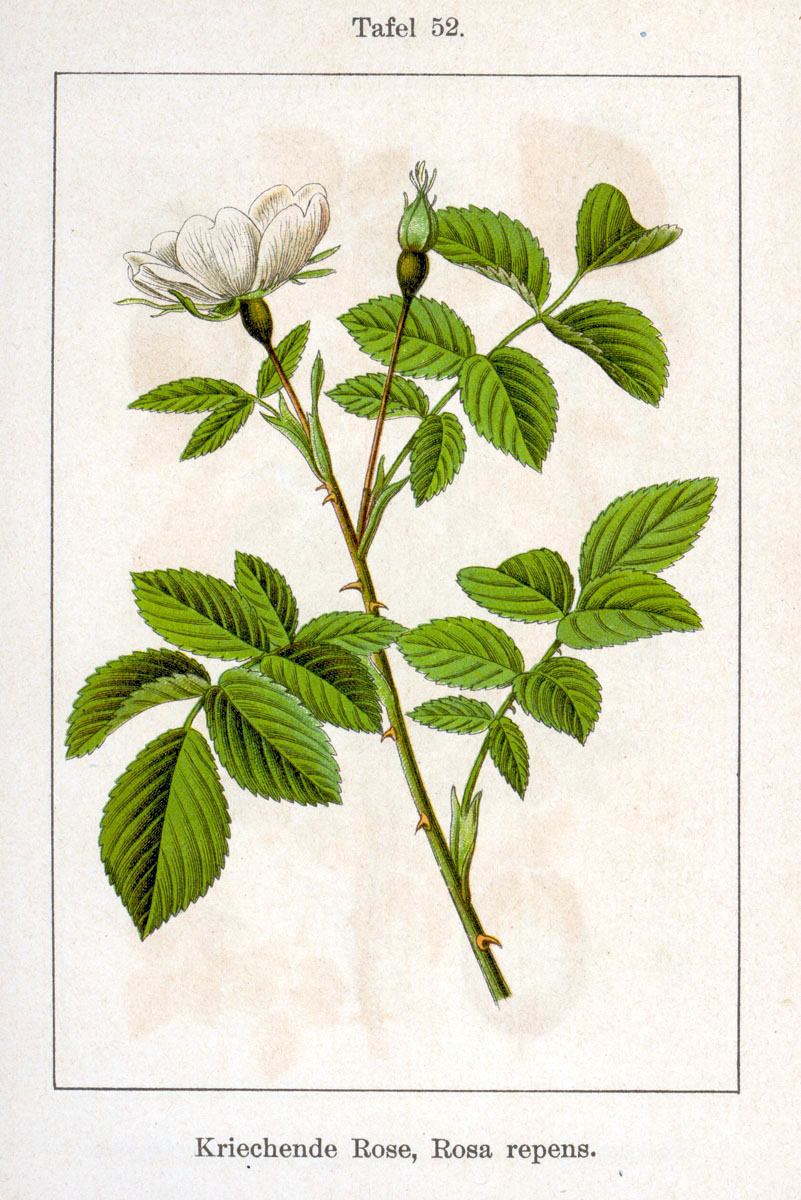
Illustration aus Sturm

Die Feld-Rose wächst als bis zu 1 Meter hoher, niederliegender, oft mehrere Meter weit kriechender oder ein kletternder Strauch. Als Spreizklimmer kann sie einen Schleier über der übrigen Vegetation  bilden. Die Zweige bleiben lange grün, die auf dem Boden liegenden Zweige bewurzeln sich. Die reichlich vorhandenen Stacheln sind ziemlich klein und hakenförmig.
Die wechselständig angeordneten Laubblätter sind 7 bis 10 Zentimeter lang und unpaarig gefiedert mit selten drei, meist fünf oder sieben Fiederblättchen. Diese dünnen Fiederblättchen sind bei einer Länge von 1 bis 3 Zentimetern elliptisch bis eiförmig mit spitzem oder stumpfem oberen Ende und einfach gezähnt. Die Oberseite der Fiederblättchen sattgrün sowie glänzend und die Unterseite ist kaum heller; sie sind beiderseits kahl oder schwach anliegend behaart.
Die Blütezeit reicht von Juni bis Juli. Die Blüten stehen meist einzeln oder zu zweit bis dritt zusammen. Tragblätter fehlen. Die duftenden und zwittrigen Blüten sind bei einem Durchmesser von 2,5 bis 5 Zentimetern radiärsymmetrisch und fünfzählig mit doppelter Blütenhülle. Die Kelchblätter sind gefiedert, nach der Blüte zurückgeschlagen und hinfällig. Die fünf Kronblätter sind reinweiß. Es sind viele Staubblätter vorhanden. Die Griffel sind zu einer 3 Millimeter langen Säule verwachsen.
Die bei Reife braun-roten Hagebutten sind je nach Besonnung eiförmig und klein oder kugelig und relativ groß.
Die Chromosomenzahl beträgt 2n = 14.

## Ökologie
Blütenökologisch handelt es sich um homogame Pollen-Scheibenblumen. Die Bestäubung erfolgt durch Insekten; als Anflugplatz dienen Diskus und Griffelsäule und so wird Fremdbestäubung erreicht; bleibt diese aus, kommt es zu spontaner Selbstbestäubung.
Die Hagebutten sind saftlos und vitaminarm; die Ausbreitung der Diasporen erfolgt endozoochor.
Die Blätter dienen als Raupennahrung und Baumaterial für Wildbienen-Brutzellen. Der Pollen ist Futter für Käfer und Wildbienen. Vögel und Säugetiere fressen die Hagebutten.

## Vorkommen
Die Feld-Rose ist ursprünglich in Süd- und Mitteleuropa verbreitet. Die Feld-Rose kommt häufig in lichten, krautreichen Eichen- und Hainbuchenwäldern, selten in Buchenwäldern oder in Nadelmischwäldern, an Weg- oder Waldrändern, in Waldverlichtungen vor. Sie bevorzugt sonnige bis halbschattige Standorte auf frischen Lehmböden. Sie ist frosthart bis −23 °C (USDA-Zone 6). In Gebirgen mit Silikatgestein ist sie selten oder fehlt ganz. Im Alpenraum besiedelt sie Höhenlagen bis zu 1400 Metern. So kommt sie etwa in den Allgäuer Alpen in Bayern zwischen dem Jochschrofen und der Krähenwand bei 1300 m Meereshöhe vor.
Die Feld-Rose gedeiht am besten auf lockeren, oft steinigen, humus- oder mullhaltigen Lehm- oder Tonböden. Sie besiedelt lichte Waldstellen oder Waldränder; sie bevorzugt hier Standorte im Halbschatten. Entgegen der Bezeichnung Feld-Rose oder Acker-Rose kommt die Pflanze in Mitteleuropa nicht auf Äckern vor.
Nach Ellenberg ist sie eine Halbschattenpflanze, ein Mäßigwärmezeiger, ozeanisch verbreitet, ein Frischezeiger, ein Schwachsäure- bis Schwachbasezeiger, mäßig stickstoffreiche Standorte anzeigend. Die Feld-Rose ist eine Verbandscharakterart der Eichen-Hainbuchenwälder (Carpinion betuli), kommt aber auch in Gesellschaften der Unterverbands Cephalanthero-Fagenion, im Aceri-Tilietum aus dem Verband Tilio-Acerion oder im Hedero-Rosetum arvensis aus dem Verband Berberidion vor.

## Systematik
Die Erstveröffentlichung von Rosa arvensis erfolgte 1762 durch William Hudson. Synonyme für Rosa arvensis Huds. sind: Rosa arvensis var. atrata (H.Christ) Boulenger, Rosa arvensis var. ayreshirea Ser., Rosa arvensis var. blanda hort. ex Andrews, Rosa arvensis var. complicata R.Keller, Rosa arvensis var. grandidentata Rouy, Rosa arvensis var. intercedens R.Keller, Rosa arvensis var. laevipes Rouy, Rosa arvensis var. major H.J.Coste, Rosa arvensis var. ovata Desv., Rosa arvensis var. pilifolia (Borbás) R.Keller, Rosa arvensis var. repens Scop. ex Chevall., Rosa arvensis subsp. repens (Scop. ex Chevall.) C.Vicioso, Rosa arvensis var. scandens Sweet, Rosa arvensis var. typica R.Keller, Rosa arvensis var. vulgaris Ser., Rosa baldensis Kern. ex Desegl., Rosa bibracteata auct., Rosa brippii Gand., Rosa capreolata Neill ex D.Don, Rosa commiserata Gand., Rosa dierbachiana Waitz ex Dierb., Rosa erronea Ripart ex Crep., Rosa fastigiata Salisb., Rosa glauca Dierb., Rosa halleri Krock., Rosa herporhodon Ehrh., Rosa macrostylis Stokes, Rosa media B.-A.Martin, Rosa ovata (Desv.) Lej., Rosa phalacropoda Gand., Rosa repens Scop., Rosa repens var. ovata Lej., Rosa reptans Crep. ex Bout., Rosa rothii Seidl, Rosa scandens Moench, Rosa scandens var. ovata (Desv.) Wallr., Rosa sempervirens subsp. arvensis (Huds.) Malag., Rosa seperina Sauze & Maillard, Rosa serpens Wibel, Rosa sylvestris Herrm., Rosa sylvestris var. ovata (Desv.) Heinr.Braun, Rosa sylvestris var. repens (Scop. ex Chevall.) Heinr.Braun, Rosa sylvestris var. rothii (Seidl) Heinr.Braun.
Rosa arvensis gehört zur Sektion Synstylae aus der Untergattung Rosa innerhalb der Gattung Rosa.

## Verwendung
Sorten der Feld-Rose können in den gemäßigten Gebieten in Parks und Gärten entlang von Mauern und Zäunen, an Rankgerüsten oder in größeren Pflanzkübeln verwendet werden.

### Züchtung
Aus der Wildrose Rosa arvensis wurde die Ayrshire-Rose, mit gefüllten weißen oder hellroten Blüten, und die Rambler-Rosen gezüchtet. Auch Hybriden von Rosa arvensis mit der Büschel-Rose (Rosa multiflora) und Rosa setigera kommen vor.